# Мјерљиви простор
У математици, мјерљиви простор или Борелов простор  је основни објект у теорији мјера. Састоји се од скупа и σ-алгебре на овом скупу и даје информације о скуповима који ће се мјерити.

## Дефиниција
Размотримо неиспразни скуп  и σ-алгебру  на . Тада се торка  назива мјерљивим простором.
Имајте на уму да за разлику од простора за мјерење, није потребна никаква мјера за мјерљиви простор.

## Примјер
Погледајте скуп
{\displaystyle X=\{1,2,3\}.}
Једна могућа σ-алгебра би била
{\displaystyle {\mathcal {A}}_{1}=\{X,\emptyset \}.}
Тада је  мјерљиви простор. Друга могућа -алгебра била био партитивни скуп на 
{\displaystyle {\mathcal {A}}_{2}={\mathcal {P}}(X).}
Са овим, други мјерљиви простор на скупу  је дат са .

## Обични мјерљиви простори
Ако је  коначан или пребројив бесконачан, σ-алгебра је већину времена партитивни скуп на , тако да је . То доводи до мјерног простора .
Ако је  тополошки простор, σ-алгебра је најчешће Борелова σ-алгебра , тако да је . То доводи до мјерљивог простора  који је заједнички за све тополошке просторе као што су реални бројеви .

## Двосмисленост са Бореловим просторима
Термин Борелов простор се користи за различите типове мјерљивих простора. Може се односити на
- било који мјерљиви простор, тако да је синоним за мјерљиви простор као што је горе дефинисано [1]
- мјерљиви простор који је Борел изоморфан мјерљивом подскупу реалних бројева (из Борелове σ-алгебре)[3]